# Wagram (Carolina del Norte)
Wagram es un pueblo ubicado en el condado de Scotland en el estado estadounidense de Carolina del Norte. En el año 2000 tenía una población de 801 habitantes y una densidad poblacional de 210.7 personas por km².

## Geografía
Wagram se encuentra ubicado en las coordenadas 34°53′17″N 79°21′51″O / 34.88806, -79.36417.

## Demografía
Según la Oficina del Censo en 2000 los ingresos medios por hogar en la localidad eran de $ 39 583, y los ingresos medios por familia eran $ 44 615. Los hombres tenían unos ingresos medios de $ 30 809 frente a los $ 19 107 para las mujeres. La renta per cápita para la localidad era de $ 16 089. Alrededor del 14.3 % de las familias y del 18.7 % de la población estaban por debajo del umbral de pobreza.